# Парламентарни избори у Италији 2018.
Парламентарни избори у Италији 2018. су оржани 4. марта 2018, након што је 28. децембра 2017. Италијански парламент распуштен указом председника Серђа Матареле.
Гласачи су бирали 630 чланова Дома посланика и 315 чланова Сената које грађани могу да одаберу. Избори су се оржали паралелно са регионалним изборима 2018. у Ломбардији и регионалним изборима исте године у Лацију.
Коалиција десног центра, предвођена партијом Лега Норд и вођом Матеом Салвинијем је освојила већину места и у Дому посланика и у Сенату. Покрет 5 звезда предвођен Луиђијем Ди Мајом је појединачно освојио највећи број гласова, али је био на другом месту јер је наступао самостално. Коалиција левог центра, предвођена бившим Председником Савета министара, Матеом Ренцијем је завршила на трећем месту. Међутим ниједна коалиција самостално није добила апсолутну већину потребну за формирање власти, па је дошло до блокаде парламента.
Након три месеца преговора, 1. јуна 2018. је формирана коалициона влада између Покрета 5 звезда и Лиге, а лидери странака су постали заменици Председника Савета министара под Ђузепеом Контеом, ванстраначком личношћу коју је подржао Покрет 5 звезда. Коалиција је окончана 20. августа 2019. након што је Конте поднео оставку пошто му је Лега Норд повукла подршку. Нова коалиција је затим формирана са коалицијом левог центра формирану око Демократске партије, и Конте је по други пут постао Председник Савета министара 5. септембра 2019.